# Zemljopis Cipra
Cipar je država i otok u istočnom bazenu Sredozemnog mora. To je treći najveći otok na Mediteranu, nakon talijanskih otoka Sicilije i Sardinije, a po površini je 80. najveći otok na svijetu. Smješten je južno od anatolskog poluotoka, pa može biti uključeno u zapadnu Aziju ili na Bliski istok: Cipar je blizu južne Europe i sjeverne Afrike, a imao je duža razdoblja uglavnom grčkih i isprekidanih anatolskih, levantinskih, bizantskih, turskih i zapadnoeuropskih utjecaja.
Otokom dominiraju dva planinska lanca, planine Troodos i planine Kyrenia ili Pentadaktylos, te središnja ravnica Mesaoria, između njih. Planine Troodos pokrivaju većinu južnih i zapadnih dijelova otoka i zauzimaju otprilike polovicu njegove površine. Uski lanac Kyrenia proteže se duž sjeverne obale. Nije toliko visok kao planina Troodos, a zauzima znatno manje površine. Dva planinska lanca uglavnom idu paralelno s planinom Taurus na kopnu Turske, čiji su obrisi vidljivi sa sjevernog Cipra. Obala okružuju obalne nizine, različitih širina.
Geopolitički je otok podijeljen u četiri segmenta. Republika Cipar, jedina međunarodno priznata vlada, zauzima južnih 60% otoka i država je članica Europske unije od 1. svibnja 2004. "Tursku Republiku Sjeverni Cipar" diplomatski priznaje samo Turska. Zauzima sjevernu trećinu otoka, oko 36% teritorija. Zelena linija koju kontroliraju Ujedinjeni narodi tampon je zona koja razdvaja njih dvije i iznosi oko 4%. Na kraju, dva područja - Akrotiri i Dhekelia - ostaju pod britanskim suverenitetom u vojne svrhe, kolektivno formirajući suverena područja Akrotiri i Dhekelia. Nalaze na južnoj obali otoka i zajedno obuhvaćaju 254 km2 ili 2,8% otoka.